# (4255) Spacewatch
(4255) Spacewatch – planetoida należąca do zewnętrznej części pasa głównego asteroid okrążająca Słońce w ciągu 7 lat i 341 dni w średniej odległości 3,97 j.a. Została odkryta 4 kwietnia 1986 roku w Obserwatorium Kitt Peak w programie Spacewatch. Nazwa planetoidy pochodzi od Spacewatch, projektu badawczego Uniwersytetu Arizona, zajmującego się badaniem małych ciał Układu Słonecznego. Przed jej nadaniem planetoida nosiła oznaczenie tymczasowe (4255) 1986 GW.